# Domenico Zipoli
Domenico Zipoli (17. října 1688, Prato – 2. ledna 1726, Córdoba, Argentina) byl italský barokní hudební skladatel, jezuitský misionář, varhaník a cembalista.

## Životopis
Narodil se v toskánském městě Prato, kde získal základy hudební přípravy. V roce 1707 pod patronací Cosima III. de Medici, velkovévody Toskánska, studoval ve Florencii pravděpodobně u Giovanni Maria Casiniho. V roce 1708 krátce studoval v Neapoli u Alessandra Scarlattiho, pak se přestěhoval do Boloně a později, od roku 1709, byl žákem Bernarda Pasquiniho v Římě, kde dokončil svou hudební přípravu. Po Pasquiniho smrti zůstal v Římě, kde v roce 1710 získal místo varhaníka v bazilice Panny Marie v Trastevere. Kolem roku 1715 se stal varhaníkem kostela Chiesa del Santissima Nome di Gesù all'Argentina v Římě, mateřském chrámu jezuitského řádu.
Z neznámých důvodů v roce 1716 odešel do Sevilly v Španělsku, kde 1. července vstoupil do Tovaryšstva Ježíšova se žádostí odejít do jezuitských misí v Paraguayi v Jižní Americe (tehdy španělská kolonie). Jako novic odešel ze Španělska se skupinou 53 misionářů, kteří do Buenos Aires dorazili 13. července 1717. Do své smrti působil ve městě Córdoba (v současné Argentině), kde dokončil svá studia teologie a filozofie jako přípravu na kněžské svěcení. Vzhledem k tomu, že biskupské sídlo Córdoba bylo neobsazené, obřad se nikdy neuskutečnil. Přesto několik let působil jako hudební ředitel pro místní jezuitské mise.
Zemřel 2. ledna 1726 v jezuitském domě v Córdobě na infekční chorobu neznámého původu. Místo jeho pohřbení je neznámé, některé zdroje uvádějí, že jeho popel je uložen v kostele v Santa Catalina v horách provincie Córdoba.

## Dílo
Zabýval se převážně tvorbou církevní hudby a skladeb pro varhany a cembalo. Z jeho počáteční italské tvorby jsou známa dvě oratoria: San Antonio di Padova (1712) a Santa Catherine, panna a mučednice (1714). Začátkem roku 1716 v Římě složil nejznámější dílo Sonate d'Intavolatura pro varhany a cembalo. Toto dílo mu získalo v Římě svého času všeobecné uznání.

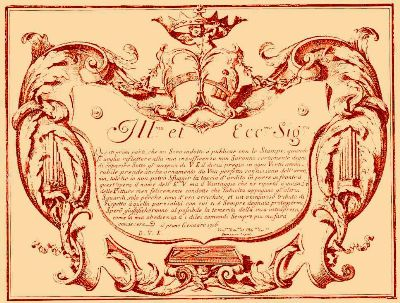
Domenico Zipolite, Sonate d'intavolatura

 Skládá se ze dvou částí: 1. Pezzi per Organo (16dílná část pro varhany sestávající z tokát, sérií čtyř versetov, canzon a jiných skladeb v různých stupnicích; pozoruhodná je zejména Toccata all'Elevazione F-dur někdy zpracována v orchestrální podobě jako Adagio pro hoboj, violoncello, varhany a smyčcové nástroje) a 2. Pezzi per Cimbalo (šestidílná část pro cembalo obsahující čtyři suity a dvě partity). V Římě vytvořil i kantátu pro soprán a basso continuo Daliso, da quel di che partisti a mnohá jiná díla. Z jeho jihoamerické tvorby objevené v Chiquitos v Bolívii se podařilo zachovat dvě mše, dvě zhudebnění žalmů, tři hymny, Te Deum laudamus a jiná díla. V roce 1959 americký muzikolog Robert Stevenson objevil v Sucre, Bolívii Zipoliho Mši F-dur (kopie z Potosí v Bolívii r. 1784), jejíž skladba je založena na jiných dvou mších skladatele.
Zipoli je považován za nejnadějnějšího mladého jezuitského hudebníka a misionáře, který přispěl k rozvoji přirozeného hudebního nadání obyvatel koloniální Jižní Ameriky.